# 韦克县 (北卡罗来纳州)
韦克县（英語：Wake County）是美国北卡罗来纳州中部的一个郡，成立於1771年，面积2,220平方公里，人口112萬9,410人（2020年美國人口普查）。縣治罗利也是州的首府。

## 市鎮
- 罗利（縣治）
- 卡瑞
- 埃佩克斯
- 威克森林
- 霍利斯普林斯
- 富基瓦里納

## 外部來源
- OpenStreetMap上有關韦克县 (北卡罗来纳州)的地理
- 官方网站